# The Vertigo of Bliss
The Vertigo of Bliss je druhé studiové album skotské rockové kapely Biffy Clyro. Bylo vydáno 16. června 2003 vydavatelstvím Beggars Banquet Records. Album dosáhlo 48. pozice v žebříčku UK Albums Chart a byly z něj vydány čtyři singly. V roce 2012 byla vydána deluxe remasterovaná edice, která obsahuje, kromě původních 13 skladeb alba, řadu B-sides ze singlů alba.

## Obal alba
Obal alba The Vertigo of Bliss byl navržen umělcem komiksových knih Milem Manarem. Navzdory kontroverznosti byl obal alba pochválen hudebním magazínem ShortList, který jej zařadil do jejich žebříčku "50 nejstylovějších alb všech dob" s vysvětlením, že "erotický a kontroverzní" obal "Biffy Clyro pouze zaměřují více k malé, ale loajální, základně fanoušků, kterou začali kultivovat".

## Seznam skladeb
Hudbu složil(i) Biffy Clyro, texty napsal(i) Simon Neil.
| Pořadí         | Název                                                                          | Délka |
| -------------- | ------------------------------------------------------------------------------ | ----- |
| 1.             | Bodies in Flight                                                               | 5:17  |
| 2.             | The Ideal Height                                                               | 3:41  |
| 3.             | With Aplomb                                                                    | 5:29  |
| 4.             | A Day Of...                                                                    | 2:24  |
| 5.             | Liberate the Illiterate/A Mong Among Mingers                                   | 5:28  |
| 6.             | Diary of Always                                                                | 4:04  |
| 7.             | Questions and Answers                                                          | 4:02  |
| 8.             | Eradicate the Doubt                                                            | 4:26  |
| 9.             | When the Faction's Fractioned                                                  | 3:36  |
| 10.            | Toys, Toys, Toys, Choke, Toys, Toys, Toys                                      | 5:28  |
| 11.            | All the Way Down: Prologue Chapter 1                                           | 6:43  |
| 12.            | A Man of His Appalling Posture                                                 | 3:25  |
| 13.            | Now the Action Is on Fire! (obsahuje skrytou skladbu "Ewen's True Mental You") | 8:01  |
| Celková délka: | Celková délka:                                                                 | 62:04 |

| Bonusové skladby z remasterované edice alba (2012) | Bonusové skladby z remasterované edice alba (2012) | Bonusové skladby z remasterované edice alba (2012) |
| Pořadí                                             | Název                                              | Délka                                              |
| -------------------------------------------------- | -------------------------------------------------- | -------------------------------------------------- |
| 14.                                                | Ewen's True Mental You                             | 1:37                                               |
| 15.                                                | ...And with the Scissorkick Is Victorious          | 5:24                                               |
| 16.                                                | Do You Remember What You Came For?                 | 3:31                                               |
| 17.                                                | Good Practice Makes Permanent                      | 4:19                                               |
| 18.                                                | Let's Get Smiling                                  | 3:04                                               |
| 19.                                                | Muckquaikerjawbreaker                              | 4:10                                               |
| 20.                                                | I Hope You're Done                                 | 3:40                                               |
| Celková délka:                                     | Celková délka:                                     | 87:49                                              |

## Obsazení

### Biffy Clyro
- Simon Neil – vokály, kytara, produkce
- James Johnston – basová kytara, vokály, produkce
- Ben Johnston – bicí, vokály, produkce

### Další hudebníci
- Kimberlee McCarrick – housle (skladby 1, 3 a 14)
- Martin McCarrick – violoncello (skladby 1, 3 a 14)

### Produkční obsazení
- Chris Sheldon – produkce, nahrávání a audio inženýrství (všechny skladby kromě 17–20), mixování
- Phil English – audio inženýrství
- Sam Miller – audio inženýrství
- DP Johnson – produkce (skladby 17–20)
- S.A.G. – produkce (skladby 17–20)

### Dodatečné obsazení
- Chris Blair – mastering
- Phil Lee – grafický design
- Stefan De Batselier – fotografie
- Milo Manara – illustrace

## Historie vydání
| Region             | Datum           | Štítek                  | Formát     | Katalog   |
| ------------------ | --------------- | ----------------------- | ---------- | --------- |
| Spojené království | 16. června 2003 | Beggars Banquet Records | CD         | BBQCD233  |
| Spojené království | 16. června 2003 | Beggars Banquet Records | LP         | BBQLP233  |
| Spojené království | 11. června 2012 | Beggars Banquet Records | Dvojité LP | BBQLP2090 |